# 章友直
章友直（？年—1062年），北宋篆刻家，擅於篆書。王安石在為其撰寫的墓誌銘上說特别善于看人面相。
北宋皇祐年間，皇帝身旁的近臣說章友直的很會寫篆書，朝廷曾多次召他進京試驗，曾被授予將作監主簿，但未就職。嘉祐七年十一月甲子日，因病在汴京去世，享年五十七。

## 家庭
娶辛氏，育有二子五女。兩兒子後來都考上進士。長女嫁常州晉陵縣主簿侍其璹，早亡。